# Atopijski dermatitis
Atopijski dermatitis je neprenosiva, kronična izrazito česta upalna kožna bolest koja najčešće javlja u ranom djetinjstvu, između 2 i 6 mjeseca, te pogađa djecu i odrasle. Poznata je i pod nazivima atopijski ekcem, neurodermitis, endogeni ekcem ili atopijski ekcem/dermatitis sindrom. Kako se radi se o kroničnoj bolesti, simptomi mogu biti dugotrajni. Često oboljeli u djetinjstvu tijekom odrastanja prerastu simptome. Karakterizira ju crvenilo (ekcemom), suha koža i svrbež. Atopijski dermatitis je često povezan s drugim atopijskim bolestima kao što su alergija na hranu, alergijska astma ili peludna groznica. Oboljeli najčešće pate od dvije faze bolesti - neaktivne (intervalne) faze i akutne, aktivne faze (faza u kojoj izbijaju simptomi). Za vrijeme trajanja obiju faza, kvalitetna i odgovarajuća njega kožemože pomoći u ublažavanju neugodnih simptoma.

## Uzroci i okidači
Iako točan uzrok nastanka atopijskog dermatitisa nije utvrđen smatra se kako je povezan s okolišnim čimbenicima i nasljednim karakteristikama.
1.	Pod nasljednim karakteristikama misli se na nasljeđivanje gena koji se odnose na razvoj zaštitne baterijere kože i imunološki sustav. U koži osoba s atopijskim dermatitisom postoji manjak bjelančevine koja se naziva filagrin i čija je zadaća stvaranje zaštitne barijere kože. Koža koja nema razvijenu zaštitnu barijeru je suha, gubi vodu i dozvoljava prolaz alergena u dublje slojeve kože te omogućava razvoj alergijske reakcije. Zato je važno da atopičari redovito nanose specijalizirane kreme i losione na kožu i na taj način sami obnavljaju zaštitnu kožnu barijeru. Često ako jedan ili više članova obitelji pati od atopijskog dermatitisa, veća je vjerojatnost da će njihova djeca patiti od iste bolesti.
2.	Dokazanoje kako je atopijski dermatitis usko povezan s peludnom groznicom i astmom. Najčešće se javlja kod osoba s nasljednom sklonošću alergijskim reakcijama i često je povezan s drugim atopijskim bolestima kao što su bronhitis, alergije na hranu itd. Takav prelazak jednog oblika atopijskih bolesti u drugi zovemo "atopijski marš". Najčešće počinje s dječjim atopijskim dermatitisom te se kasnije, tijekom odrastanja, razvije u peludnu groznicu ili astmu. Što se atopijski dermatitis javlja u ranijoj dobi to je veća vjerojatnost da će se pojaviti i druga bolest iz skupine atopijskih bolesti.
3.	Okoliš je još jedan od čimbenika koji utječu na razvoj atopijskog dermatitis. Djeca koja žive u visoko razvijenih, urbanim zemalja s većom razinom onečišćenja te djeca koja žive u hladnim podnebljima podložnija su riziku od nastanka atopijskog dermatitisa. 
4.	Dokazano je kako su spol i mogućnost razvoja atopijskog dermatitis usko povezani. Žene su sklonije obolijevanju od atopijskog dermatitisa od muškaraca.
5.	Dob majke pri rođenju djeteta. Djeca majki koje rode u kasnijem reproduktivnom razdoblju podložnija su riziku obolijevanja od atopijskog dermatitisa.

## Simptomi atopijskog dermatitisa kod djece
Atopijski dermatitis najčešće se javlja tijekom prvih par mjeseci od rođenja i ranom djetinjstvu te se simptomi razlikuju se kod beba i djece.

### Bebe
Ova atopijska bolest rijetko se pojavljuje kod dojenčadi mlađe od 3 mjeseca. Najčešće se prvi simptomi javljaju nakon što se dijete prestane hraniti majčinim mlijekom. Odjednom se na koži bez razloga pojavi osip, te postane upaljena i svrbi. U fazama razbuktavanja iz inficirane kože može istjecati tekućina. Kod beba atopijski dermatitis najčešće zahvaća lice (obraze) i vlasište (poznato kao tjemenica), koljena i laktove. 
Atopijski dermatitis kod dojenčadi često se miješa s pelenskim osipom. Premda pelenski osip djeluje slično, to područje je prevlažno da bi se na njemu razvio atopijski dermatitis.
Za smanjenje negativnih simptoma izaberite specijalizirane preparate za njegu najmlađe kože sklone atopijskom dermatitisu.

### Djeca
Kod djece se atopijski dermatitis razvija između 2. godine života i puberteta. Prvi simptomi su osip s ljuskavim mrljama na tijelu koji jako svrbi. Za razliku od atopijskog dermatitisa kod beba ovdje su najčešće zahvaćena područja laktova ili koljena, vrat, zapešća, gležnjevi i/ili nabori između stražnjice i nogu. 

## Faze atopijskog dermaititsa
Atopijski dermatitis najčešće ima dvije faze: neaktivnu i aktivnu.
Tijekom neaktivne ili intervalne faze nema jasnih simptoma da se radi o bolesti ali je koža izrazito suha, te sklona iritacijama i perutanju. Kako bi se smanjila suhoća i perutanje koži je potrebna svakodnevna hidratacija specijaliziranim preparatima za atopijski dermatitis.Ovo stanje kože naziva se kseroza - medicinski naziv za suhu kožu. Uzrokovana je nedostatkom vode u koži, a rezultat je suha te gruba i zategnuta koža koja može potom postati čak i ljuskava. Kvalitetnom i adekvatnom njegom cilj je produžiti neaktivnu fazu i ublažiti simptome u aktivnoj fazi.
U aktivnoj fazi atopijskog dermatitis počinju izbijati simptomi bolesti. Stvaraju se rane na koži koje mogu biti bolne potrebno ih je liječiti topikalnim lijekovima kako bi se umirila upaljena koža i ublažio svrbež. Akutna faza često se javlja u tzv. začaranom krugu atopijskog dermatitis. To je začarani krug gdje sve započinje kada se dijete zbog jakog svrbeža počne češkati, čime se oštećuje već ionako oslabljen zaštitni sloj kože. Oštećena koža tako postaju plodno tlo za razvoj bakterije koje se onda razmnožavaju i stvaraju infekcije na koži. Infekcija stvara upale koje uzrokuju svrbež i tako se stvara začarani krug iz kojeg je ponekad teško pronaći izlaz. Atopijski dermatitis može biti težak ne samo za djecu, koja boluju, već i za roditelje koji ponekad ne uspiju naći načina da spriječe svoju djecu u češanju. Zbog iritacije i jakog svrbeže mala djeca se češu o tepih, posteljinu ili druge površine što može dovesti do pogoršanja stanja i infekcije kože.

## Liječenje
Premda nema poznatog lijeka za atopijski dermatitis, sve medicinske terapije preporučuju dosljednu uporabu hidratantnih krema za ublažavanje suhoće kože, iritacije i svrbeža1 te radi smanjenja emocionalnog stresa i za dijete i za roditelje. Tijekom neaktivne faze, dok još nema jasnih simptoma atopijskog dermatitis, važno je provoditi svakodnevnu njegu kože uz korištenje emolijensa. Svakodnevno nanošenje hidratantne kreme6 ublažit će suhoću kože, nadražaj i svrbež i produžiti neaktivnu fazu. Za liječenje atopijskog dermatitis ključnu ulogu imaju hidratantni pripravci koji sprječavaju isušivanje kože – emolijensi.

### Emolijensi
Emolijensi, poznati i kao hidratantni pripravci, sprječavaju isušivanje kože i pomažu pri održavanju njezine vlažnosti. Mogu biti u obliku kreme ili losiona. Preporučuju, kod njege kože s atopijskim dermatitisom jer umiruju svrbež, najčešći simptom suhe kože, i sprječavaju daljnje oštećenje kože i potrebu za topičkim kortikosteroidima i drugim lijekovima. Cilj primjene emolijensa je nahraniti i hidratizirati kožu, te u isto vrijeme smanjiti agresiju, dodatne iritacije te daljnje fizičko oštećenje kože. Emolijense je potrebno upotrebljavati redovito i to najmanje dva puta tjedno. Nakon kupanje obavezno je nanošenje emolijensa kako voda ne bi dodatno oštetila već nadraženu kožu.
Ključni sastojci emolijensa uključuju:
-	Omega-6 masne kiseline koje njeguju i hrane oštećenu kožu te obnavljaju njezinu prirodnu barijeru.
-	Aktivni sastojak Licochalcon Akoji predstavlja prirodni, snažni protuupalni antioksidans koji djelotvorno smanjuje crvenilo i ublažava upalu. 
Dva su osnovna načina djelovanja svakog emolijensa. Zahvaljujući omega-6 masnim kiselinama emolijens na površini kože stvara masni sloja i tako stvara tanak nepropusni film, sprječavajući gubitak vode iz kože. Nakon primjene emolijensa, koža je meka, elastična i sjajna. Drugi način djelovanja emolijensa je preko hidrofilnih supstancija koje, unesene u kožu, znatno povećavaju kapacitet zadržavanja vode

### Kortikosteroidi
Kortikosteroidi su lijekovi koji se primjenjuju u mnogim granama medicine pa tako i kod atopijskog dermatitisa. Njegovi učinkoviti sastojci s brzim djelovanjem koji gotovo trenutno ublažavaju svrbež. Međutim, o njihovoj se uporabi svakako treba konzultirati s liječnikom jer ako se neadekvatno koriste moguće su ozbiljne nuspojave. Također, nije ih moguće se koristiti na većoj površini kože te s redovitom uporabom gube na učinkovitosti.
Korištenjem odgovarajuće njege za kožu tijekom akutne faze smanjite potrebu za korištenjem kortikosteroida. 

## Korisni savjeti za lakši svakodnevni život s atopijskim dermatitisom
1.	Izbjegavajte odjeću i posteljinu od sintetike i vune. Za nježnu dječju kožu treba birati pamučnu ili svilenu odjeću i posteljinu.
2.	Za pranje odjeće izbjegavajte teške deterdžente I dajte prednost tekućim deterdžentima. Uvijek dobro isperite odjeću i posteljinu.
3.	Kako bi izbjegli neugodnu alergijsku reakcije na grinje i prašinu redovito čistite madrace, posteljinu, tepihe i zavjese.
4.	Plišane igračke mogu skupiti veliku količinu alergena zato ih ne držite u krevetu gdje spava dijete. Perite ih redovito.
5.	Pripazite da zrak u prostoriji u kojoj dijete boravi ne bude suh i pregrijan jer će dodatno isušiti kožu.
6.	Nemojte pušiti u sobi u kojoj dijete boravi.
7.	Imate li kućnog ljubimca redovito ga perite i četkajte kako biste smanjili količinu dlaka koje mogu potaknuti alergijsku reakciju.
8.	Dječje noktiće uvijek održavajte kratkima kako dijete ne bi moglo češati i oštetiti kožu.
9.	Izbjegavajte odjeću i posteljinu od sintetike i vune. Za nježnu dječju kožu treba birati pamučnu ili svilenu odjeću i posteljinu.
10.	Za pranje odjeće izbjegavajte teške deterdžente I dajte prednost tekućim deterdžentima. Uvijek dobro isperite odjeću i posteljinu.
11.	Kako bi izbjegli neugodnu alergijsku reakcije na grinje i prašinu redovito čistite madrace, posteljinu, tepihe i zavjese.
12.	Plišane igračke mogu skupiti veliku količinu alergena zato ih ne držite u krevetu gdje spava dijete. Perite ih redovito.
13.	Pripazite da zrak u prostoriji u kojoj dijete boravi ne bude suh i pregrijan jer će dodatno isušiti kožu.
14.	Nemojte pušiti u sobi u kojoj dijete boravi.
15.	Imate li kućnog ljubimca redovito ga perite i četkajte kako biste smanjili količinu dlaka koje mogu potaknuti alergijsku reakciju.
16.	Dječje noktiće uvijek održavajte kratkima kako dijete ne bi moglo češati i oštetiti kožu.
17.	Nakon kupanja kožu osušite tapkanjem i odmah nanesite emolijens.
18.	Kako biste kožu držali hidriranom i spriječili pucanje emolijentni preparat nanesite najmanje dvaput dnevno.
19.	Ako ste u mogućnosti za odmor izaberite područja s povoljnom klimom ili planinske prostore jer previsoko temperature ne pogoduju djeci s atopijskim dermatitisom.
20.	Emolijense i losione za njegu atopijske kožedržite u hladnjaku jer će tako rashlađene još bolje utjecati na smanjenje svrbeža. 
21.	Pazite na prehranu svoga djeteta i izbjegavajte namirnice s visokim alergenskim potencijalom

## Vanjske poveznice
- Atopic Dermatitis in Children https://nationaleczema.org/eczema/children/atopic-dermatitis/  Arhivirana inačica izvorne stranice od 31. srpnja 2018. (Wayback Machine)
- Atopic Dermatitis https://www.medicinenet.com

|  | Molimo pročitajte upozorenje o korištenju medicinskih informacija. Ne provodite liječenje bez savjetovanja s liječnikom! |